# Иоанникий (Юсов)
Архимандри́т Иоанни́кий (в миру Ива́н Фили́ппович Ю́сов; 1849, деревня Поле, Онежский уезд, Архангельская губерния — 19 июня 1921, Савватиевский скит, Соловецкие острова) — священнослужитель Русской православной церкви, архимандрит, настоятель Соловецкого монастыря, духовный писатель.

## Биография
Родился в 1850 году в деревне Поле Онежского уезда Архангельской губернии (ныне Онежский район, Архангельская область) в крестьянской семье. Обучался чтению и письму в доме родителей.
В 1867 году приехал на Соловки трудником. В 1871 году принят в Соловецкий монастырь в качестве послушника. В 1880 году был пострижен в монашество с именем Иоанникий и в том же году рукоположён в сан иеродиакона.
23 июня 1895 года был избран настоятелем Соловецкого монастыря, где по его инициативе были основаны новые скиты, началось создание озёрной судоходной системы на Большом Соловецком острове, получил развитие монастырский морской флот. В 1910—1912 годах на Соловках возникла первая и единственная в России монастырская гидроэлектростанция, в 1914—1916 годах — радиотелеграфная станция, обеспечившая связь с материком.

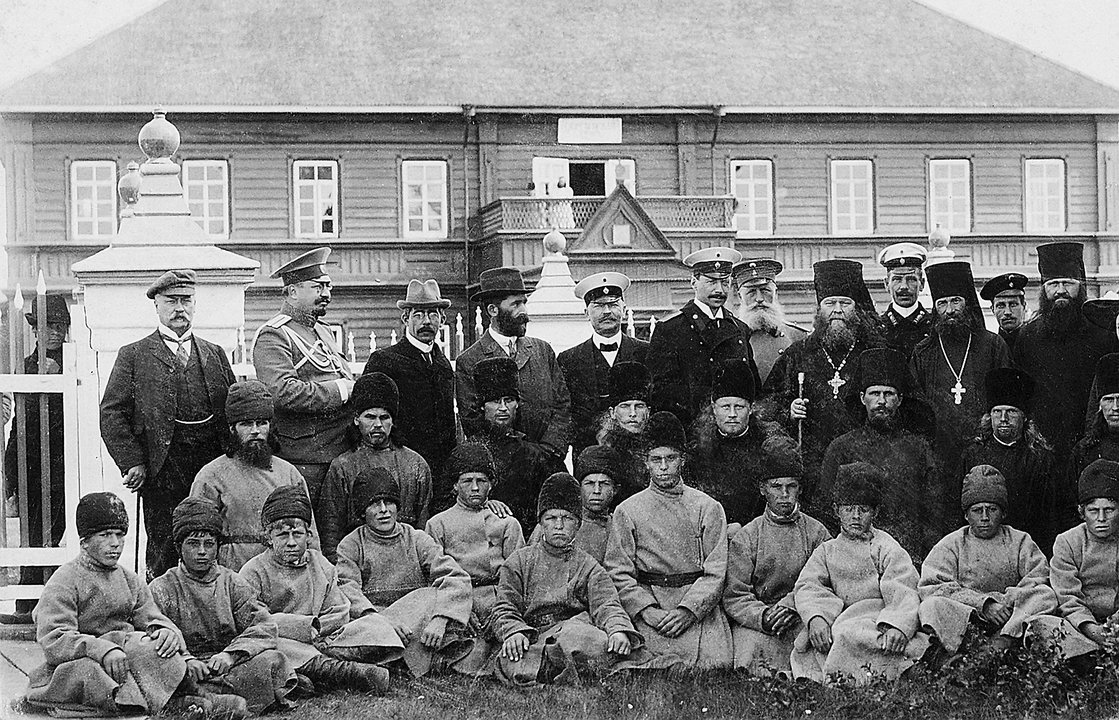
Группа участников передачи колокола, захваченного англичанами во время крымской войны в 1855 г., с братией и трудниками монастыря (с посохом — настоятель монастыря архимандрит Иоанникий)

Особой заботой архимандрита стало создание на базе 4-классного монастырского училища 8-классной семинарии, с правом выпуска священников и учителей.
В 1913 году в Соловецком монастыре началась монастырская смута, когда часть братии, недовольные распоряжениями настоятеля, выступили против своего игумена, и поскольку никаких серьезных фактов представить не смогли, то стали писать начальству различные клеветнические измышления, обвиняя своего архимандрита Иоанникия в безрассудстве, растратах и даже убийстве. Нестроения продолжались четыре года и лишь после Февральской революции, 4 августа 1917 года Синод постановил уволить архимандрита Иоанникия на покой. Прочитав об этом решении Синода в газете, настоятель перекрестился и сказал: «Слава Богу за все. Мне своих дел не стыдно».
Скончался 19 июня 1921 году в Савватиеве на Соловках. Его череп описан биологами, и на основании описания была смоделирована его внешность для кросс-проверки метода моделирования.